# (37328) 2001 QN99
2001 QN99 (asteroide 37328) é um asteroide da cintura principal. Possui uma excentricidade de 0.12141740 e uma inclinação de 13.23761º.
Este asteroide foi descoberto no dia 22 de agosto de 2001 por LINEAR em Socorro.